# Dresdner Spitze

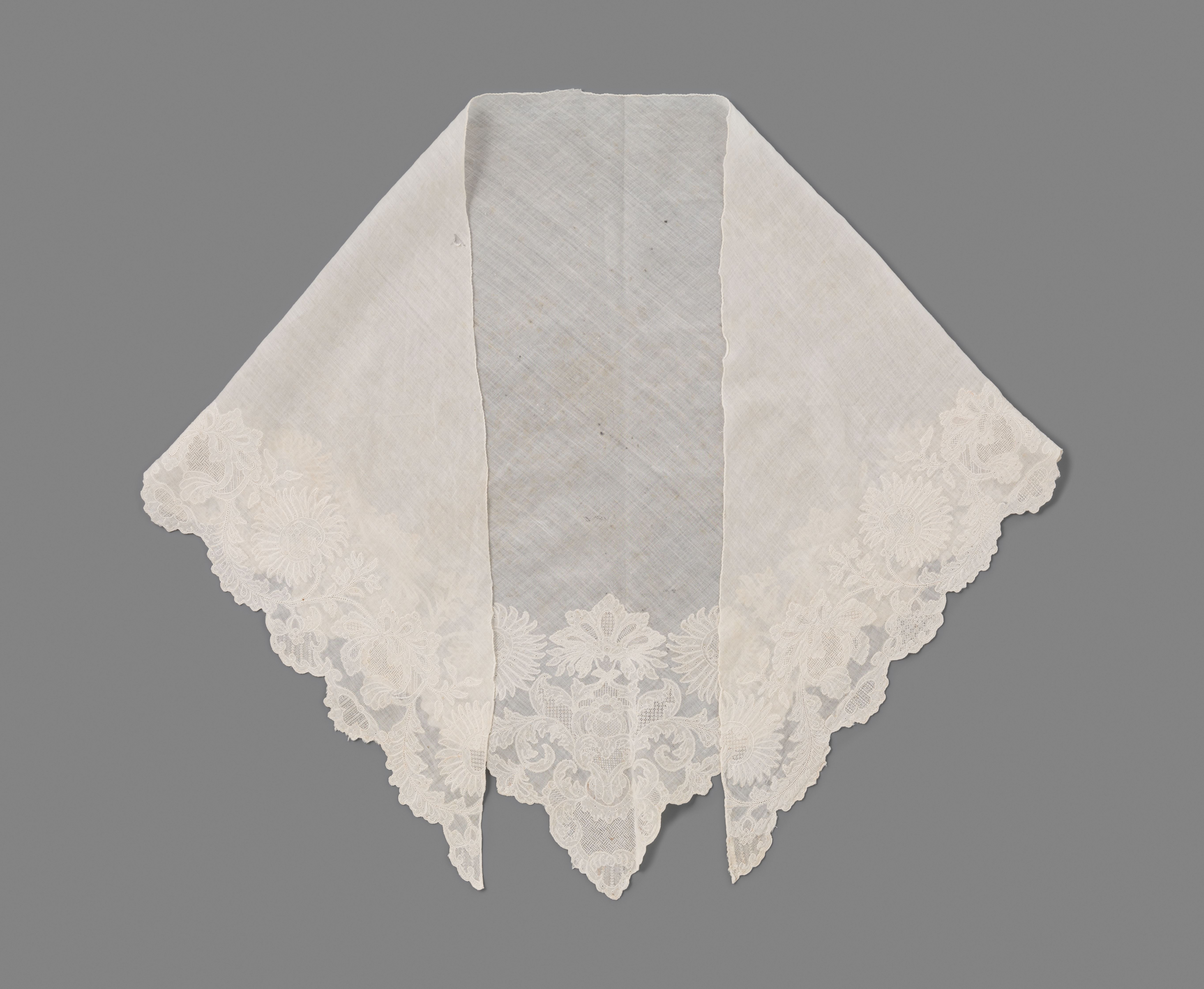
Fichu aus Leinenbatist, Dresdner Spitze kombiniert mit verschiedenen Arten von Nadelspitzen, ca. 1750–1775, Niederlande, Amsterdam, Rijksmuseum.

Dresdner Spitze, auch Point de Saxe genannt, ist eine vor allem im 18. Jahrhundert in Europa verbreitete Form der Ajourstickerei auf Musselin oder Batist, bei der durch das Zusammenziehen von Fäden eine durchbruch-, also spitzenartige Wirkung entsteht. Technisch gesehen handelt es sich um eine Stickerei, so dass sie als ein Zwischenglied zwischen Weißstickerei und Spitze angesehen werden kann. Die Dresdner Spitze kann aber auch als eine Nadelspitze vom Typ der Stickspitze verstanden werden, die dem Typ der Weißstickerei zugeordnet wird.
Wie Klöppelspitzen wurden Dresdner Spitzen im 18. Jahrhundert zur Verzierung von Manschetten, Ärmelrüschen, Jabots, Hauben und Halstüchern verwendet. In ihrer Gestaltung imitierte sie häufig die zeitgleichen Klöppelarbeiten, die unter anderem im Erzgebirge, nicht weit von Dresden entfernt, gefertigt wurden, oder die äußerst teuren Nadelspitzen aus Frankreich und Flandern.

## Begriffsgeschichte
Der Begriff ‚Point de Saxe‘ findet sich bereits in der Encyclopédie von d’Alembert und Diderot von 1751. Dort heißt es, der Name ‚Point de Saxe‘ habe sich ähnlich wie ‚Point d’Hongrie‘ danach gebildet, wo die Technik entstanden sei. Weiter bemerkt der Lexikoneintrag: „La broderie en mousseline la plus estimée est celle de Saxe.“ (dt. Die meistgeschätze Stickerei auf Musselin ist jene aus Sachsen.)
In der Encyclopédie wird zunächst allerdings nur ein ganz bestimmter Stickereistich als Point de Saxe beschrieben: „Point de Saxe beginnt mit einem quer verlaufenden Tartelettestich. [...] Drei in der Höhe, zwei Zickzacklinien, die sechzehn Fäden voneinander entfernt sind. Diese sechzehn Fäden werden in drei Teile geteilt, einen Sechser unten, einen Vierer in der Mitte und einen Sechser oben. Man nimmt den Vierer am Rand, geht einen Faden weiter nach unten und einen Faden weiter nach oben, bis alle sechzehn genommen sind. Man beginnt erneut, indem man das, was den Zapfen bildet, verringert; dann macht man vier Stiche, ohne zu heben oder zu senken, die den Schaft eines Zapfens darstellen, den man wie den ersten macht, und so weiter.“
In Großbritannien wurden die auf diese Weise gefertigten Arbeiten im 18. Jahrhundert als ‚Dresden Needlework‘ bezeichnet.
Im Deutschen bezeichnete der Begriff ‚Spitze‘ im 18. Jahrhundert nur Klöppel- und Nadelspitzen. Dresdner Spitze wurde daher im 18. und 19. Jahrhundert als „Dresdener weiße Brodierung“ bezeichnet, worunter man Weißstickerei verstand. Eine andere Bezeichnung der Technik war „Ausnähen“, wie sie etwa auch in der Oekonomischen Encyclopädie von Johann Georg Krünitz genannt wurde. Der Begriff ‚Dresdner Spitze‘ wurde erst im 20. Jahrhundert von Thérèse de Dillmont in ihrer Encyclopaedie der weiblichen Handarbeit eingeführt, und zwar in der neunten Auflage von 1908.